# Väinö Hämäläinen (peintre)
Väinö Aleksanteri Hämäläinen (né le 15 juillet 1876 à Helsinki – mort le 20  mars 1940 à Kauniainen) est un artiste peintre, graphiste et illustrateur finlandais,.

## Biographie
Les parents de Hämäläinen étaient Lauri Hämäläinen, organiste de la vieille église d'Helsinki, et sa femme Emma née Kekoni. Elle avait trois sœurs plus jeunes. Son épouse était Helmi o.s. Helmi Mäkinen. À la mort de son père en 1888, sa mère se remaria avec l'artiste Albert Gebhard, qui devint son beau-père et son professeur. Son fils Lauri Hämäläinen était également artiste.
En 1898–1899, Väinö Hämäläinen étudie sous la direction d'Albert Gebhard à l'académie des beaux-arts d'Helsinki. 
Puis en 1900, il part étudier à l'académie Colarossi sous la direction d'Eugène Carrière.
Entre 1901 et 1904, il effectue trois voyages d'études en Italie .
Hämäläinen peint des retables pour l'église de Töysä en 1906, l'église de Nurmes en 1913, l'église de Nurmo en 1914 et l'église de Miehikkälä en 1924. À Helsinki, le baptistère de l'église de Kallio abrite son tableau La Crucifixion. Ses autres œuvres célèbres sont Kanteleenspielertaja (1901), Lemminkäinen et l'élan du charbon (1902), Myllykylä en hiver (1906), Vuolenkoski (1910) et Heikki Klemetti et la chanson finlandaise (1925). Il était également dessinateur et illustrateur.
L'important retable de Väinö Hämäläinen dans l'église de Rautalamm n'a pas été achevé après sa mort en 1940. Le tableau a été achevé par son fils, l'artiste Lauri Hämäläinen.
La Bergère d'Aleksis Kivi (1907) est l'une de ses premières œuvres. En 1910, il dessine le timbre de charité de l'Association de lutte contre la tuberculose. Le merveilleux voyage de pêche d'Arvid Lydecken, illustré par Väinö Hämäläinen et accompagné de chansons qu'il a composées, est toujours considéré comme l'un des meilleurs livres d'images finlandais. Il a également illustré des magazines de Noël et des manuels scolaires.
Entre 1915 et 1916, Hämäläinen construit un studio de style romantique national à Oinassaare, sur le lac Vesijärvi, près de Lahti. La villa surplombe le lac Vesijärvi, et Hämäläinen peint le paysage dans plusieurs de ses œuvres. Son beau-frère était Pekka Halonen, dont l'influence est perceptible dans son œuvre.
Les Archives centrales des beaux-arts possèdent un fonds photographique de 2050 photographies de Väinö Hämäläinen.

## Galerie

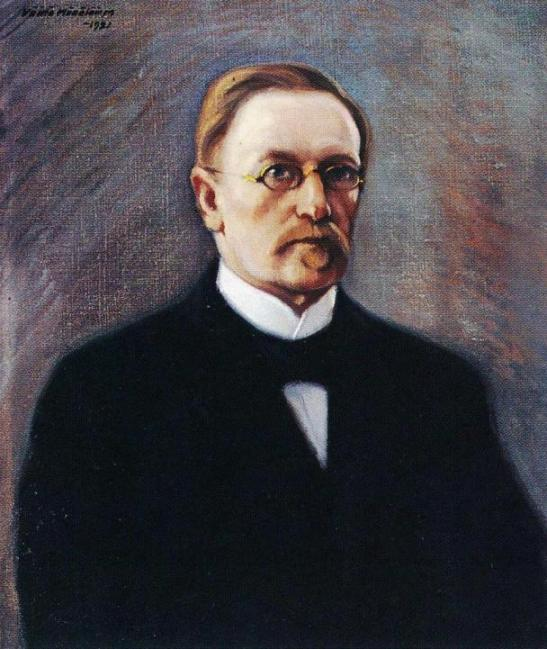
Portrait de Isak Fellman.
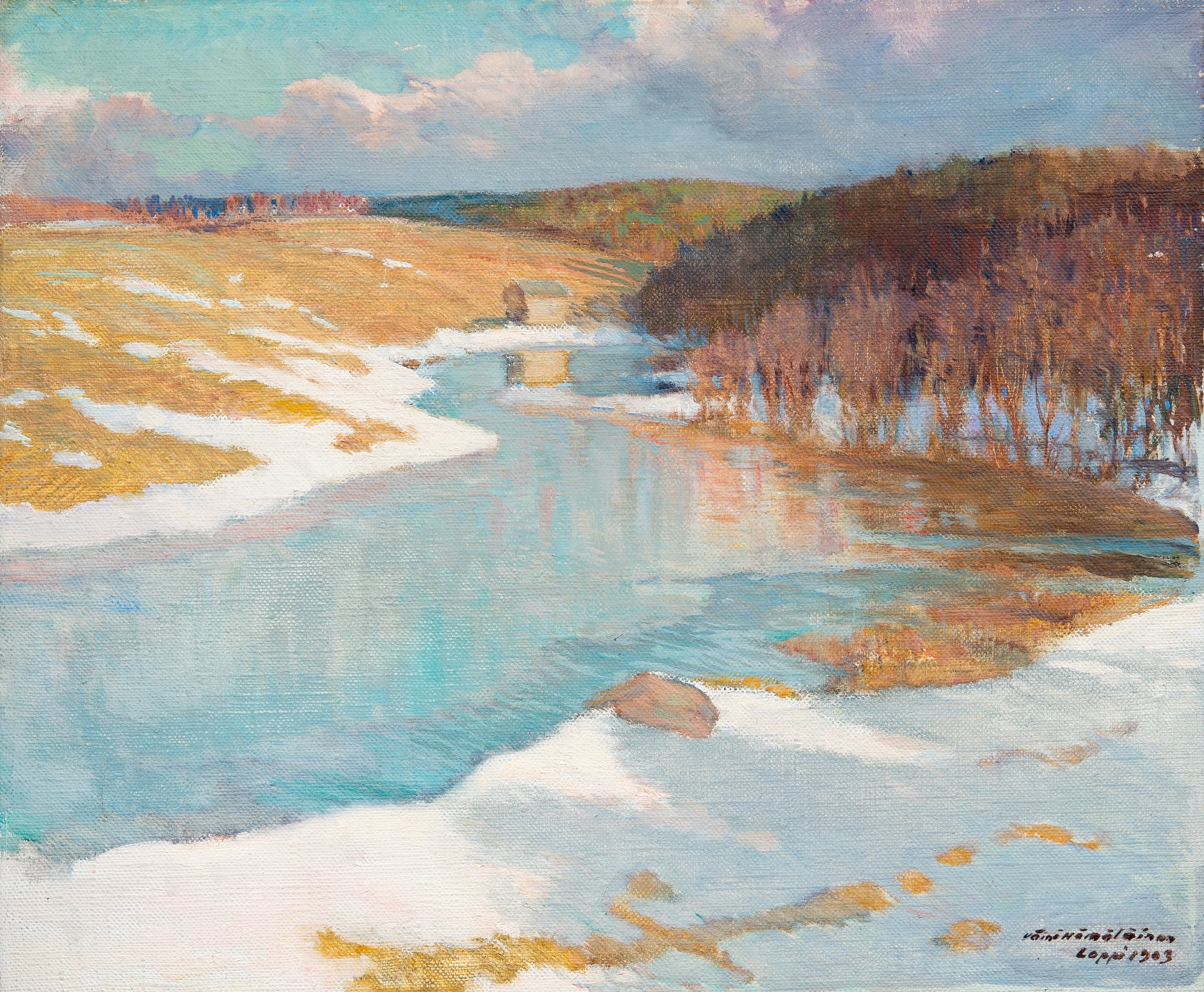
Jour d'avril.
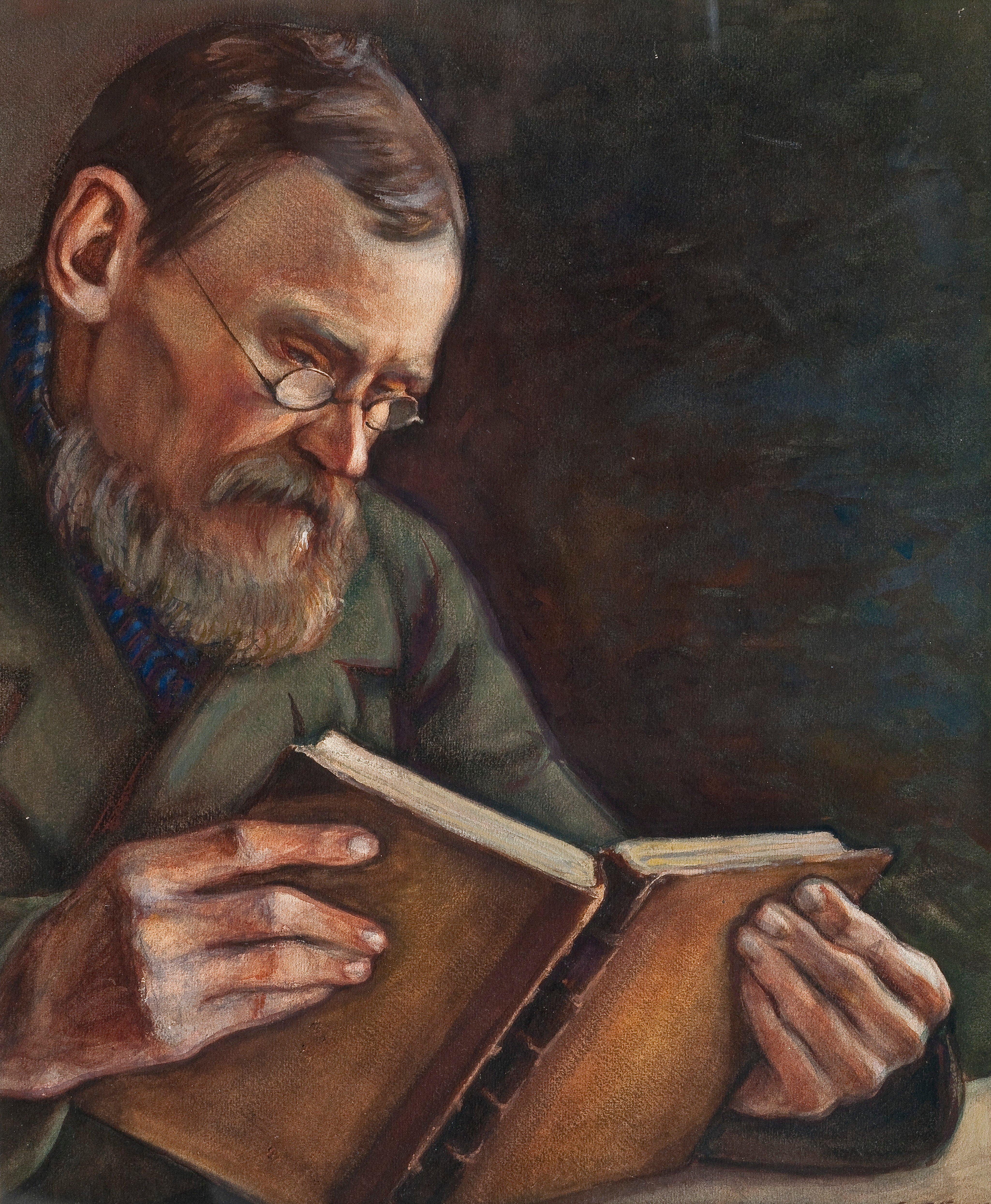
Un homme lisant.

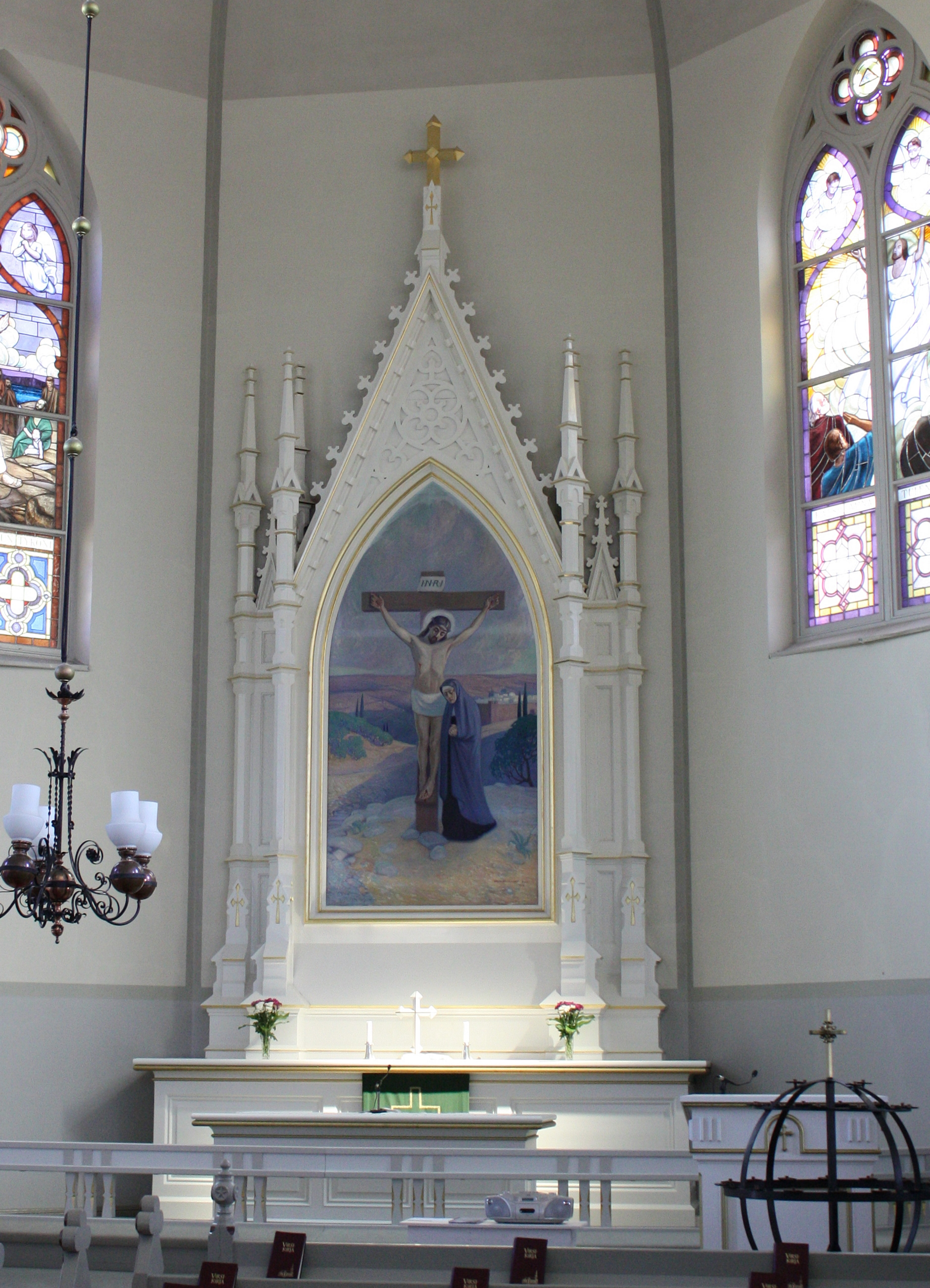
Retable de l'église de Nurmes.
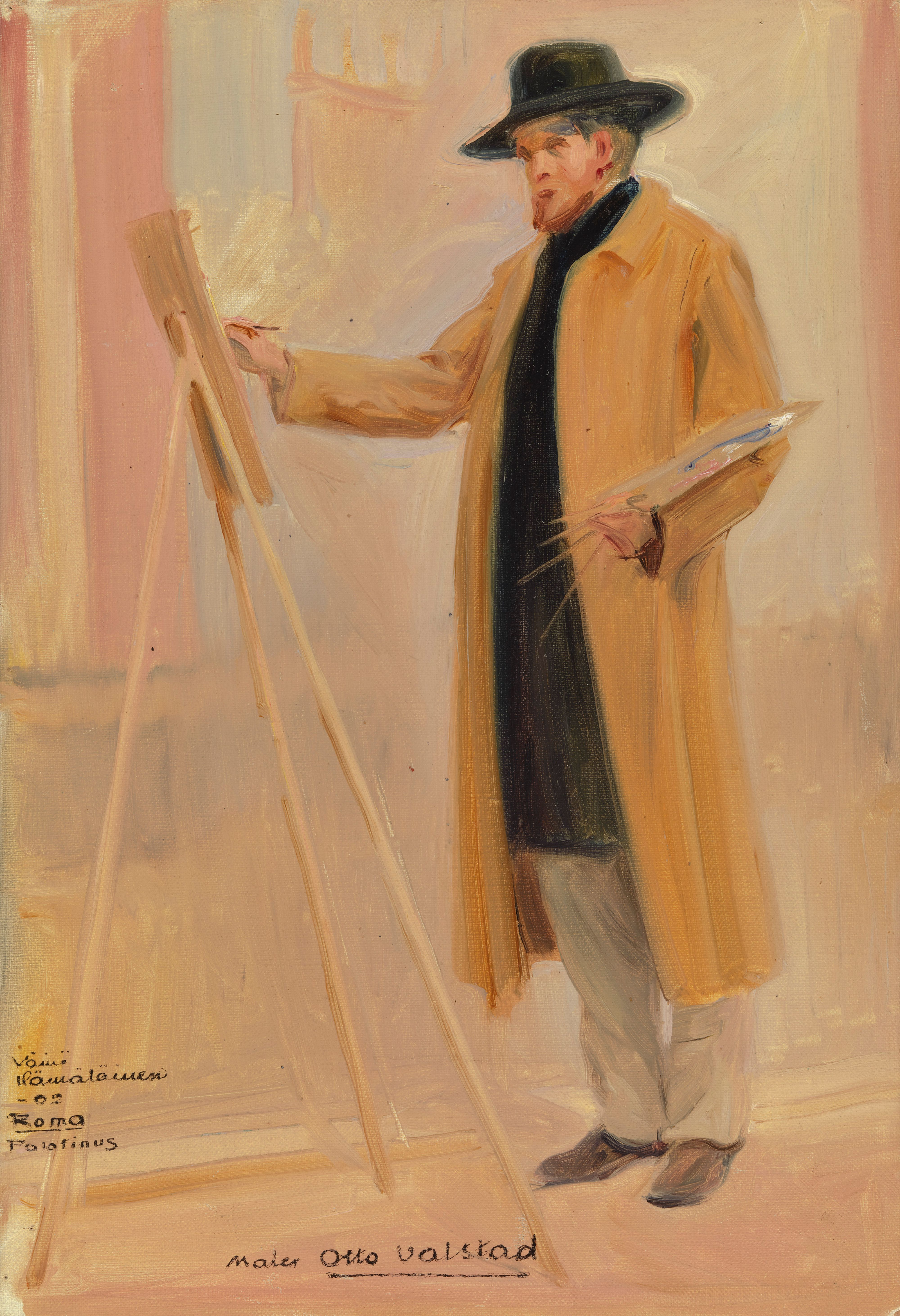
Portrait du peintre Otto Valstad.
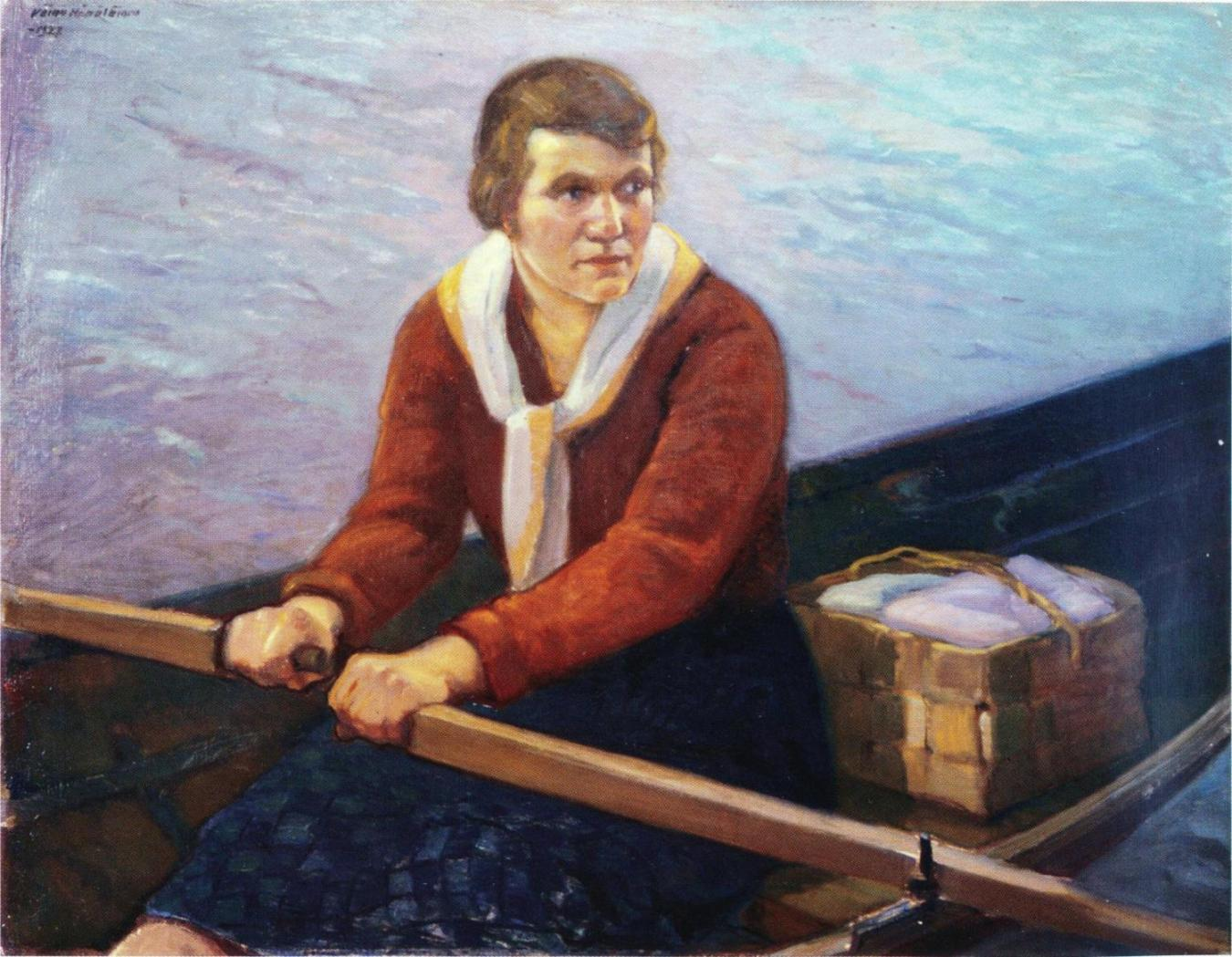
Fille dans une barque.